# Reiko Takashima
Reiko Takashima (高島礼子 Takashima Reiko; nascuda el 25 de juliol de 1964 a Yokohama, Kanagawa, Japó) és una actriu japonesa.
Activa en sèries de televisió, pel·lícules, i comercials publicitaris, els seus papers han inclòs fer de ninja en jidaigeki com a Abarembō Shōgun i Abare Hasshū Goyō Tabi, l'esposa Oeyo del shogun Tokugawa Hidetada, la Dama Fujitsubo en un especial amb personatges basats en El Conte de Genji, una cap yakuza en la pel·lícula Gokudo no Onna-tachi, una advocada d'Okinawa, i una escorta.